# حزب مستقبل واحد
حزب مستقبل واحد (بالعبرية: עתיד אחד‏) (عاتيد إيحاد) هو حزب سياسي في إسرائيل.

## تاريخ
خاض مستقبل واحد انتخابات الكنيست عام 2006، وكان يرأسه أفراهام ناجوسا. وأنشأ الحزب ممثلا عن مخاوف اليهود الإثيوبيين الذين يعيشون في إسرائيل، ولكن كانت هناك أيضًا مجموعات مهاجرة أخرى ممثلة في قائمتها مثل الأرجنتيني المولد يحزقبيل ستيلزر الرجل الثاني في الحزب، ويوسف أبراموفيتس الأمريكي المولد، المرشح الثالث في الحزب، ويشاي فلايشر المدافع عن الهجرة إلى إسرائيل. ويدعو الحزب إلى الهجرة الإثيوبية إلى إسرائيل وتعزيز جهود التكامل للمجتمع. 
في انتخابات 2006، حصل الحزب على 14.005 أصوات (0.45% من المجموع)، وهو عدد غير كافٍ لتجاوز نسبة الـ 2% المطلوبة لدخول الكنيست. ولم يترشح الحزب في انتخابات 2009. وانضم ناجوسا في النهاية إلى حزب الليكود وعمل عضوًا في الكنيست من عام 2015 إلى عام 2019. 
أصبح يحزقيل ستيلتسر زعيمًا للحزب وخاض انتخابات عام 2013، لكنه انسحب من الانتخابات قبل أقل من أسبوع من يوم الانتخابات. وتسجل الحزب لانتخابات عام 2015 بشعار: حماية أطفالنا - توقف عن إطعامهم بالاباحية. ونقلت عنه صحيفة جيروزاليم بوست قوله "هناك مئات الآلاف من مدمني المواد الإباحية في هذا البلد. أحتاج إلى مساعدة الدولة في منع [انتشار المواد الإباحية]. من غير العقلاني تمامًا أن يتعرض طفل يبلغ من العمر تسع سنوات للمواد الإباحية. إذا أراد والديه، يمكنهم أن يشتروا له إمكانية الوصول إلى الإنترنت في عيد ميلاده، ولكن كان على بقية الجمهور أن يقوموا بتصفية الإنترنت. عندما تذهب إلى المركز التجاري، لا تتوقع أن يكون الطفل عرضة لهذا النوع من الأشياء لأن هناك قوانين معمول بها. لكن على الإنترنت، كل شيء مفتوح”. 
أظهرت استطلاعات الرأي أنه سيحصل على أقل من 30 ألف صوت، انسحب الحزب وأيد ستيلزر حزب البيت اليهودي. 
تم إحياء الحزب في الفترة التي سبقت انتخابات 2021، عندما تم استخدامه كـ "حزب رف" (حزب غير نشط ولكن لا يزال مسجلاً أعيد تنشيطه للاستخدام) لأوفير صوفير لتمكينه من الترشح في قائمة الليكود لرئاسة الوزراء. انتخابات.   وفي 14 يونيو، بعد أداء اليمين الدستورية للحكومة السادسة والثلاثين، انشق صوفر عن حزب الليكود واندمج في الحزب الديني الصهيوني، مما زاد عدد مقاعده من ستة إلى سبعة مقاعد في الكنيست. 